# 生きるよろこびを
「生きるよろこびを」（いきるよろこびを）は、1971年8月25日に発売されたジャッキー吉川とブルー・コメッツの楽曲である。作詞は橋本淳、作曲は筒美京平による。
「涙の糸」以来8作品ぶり（カバー曲のシングル1作を挟む）となる橋本・筒美コンビによる作品。ブラスを中心としたオーケストラをバックにしての、井上忠夫と三原綱木のデュエットである。“生きるよろこび”として愛する人と共にいられる世界を求め願う心情を前向きに明るく唄っており、1968年にヒットしたヒデとロザンナの「愛の奇跡」に近い路線との指摘もある。
B面は「その時 雲は流れてた」（そのとき くもはながれてた）。A面とは一転して、突然女性に去られた男性の心情を描いた別れの曲だが、やや明るめのマイナーコードのメロディーにのせて、やはり井上と三原のデュエットで唄われている。
レコードジャケットはメンバー5人の集合写真だが、三原を始めメンバーの髪が総じて長くなり、既に短髪系GSの代表格の面影が無くなっている。

## 収録曲
※いずれも作詞:橋本淳／作曲・編曲:筒美京平
| #         | タイトル                | 作詞 | 作曲・編曲 | 時間 |
| --------- | ----------------------- | ---- | ---------- | ---- |
| 1.        | 「生きるよろこびを」    |      |            | 3:09 |
| 2.        | 「その時 雲は流れてた」 |      |            | 2:57 |
| 合計時間: | 合計時間:               | 6:06 |            |      |